# Очкино (Сумская область)
Очкино (укр. Очкине) — село,
Очкинский сельский совет,
Середино-Будский район,
Сумская область,
Украина.
Код КОАТУУ — 5924484401. Население по переписи 2001 года составляло 509 человек.
Является административным центром Очкинского сельского совета, в который, кроме того, входят сёла
Журавка и
Красноярское.

## Географическое положение
Село Очкино находится на левом берегу реки Десна, выше по течению на расстоянии в 1,5 км расположено село Красноярское,
Река в этом месте извилистая, образует лиманы, старицы и заболоченные озёра.

## История
Очкино имеет давнюю историю, уходящую корнями в глубокую древность. В эпоху неолита и бронзы на его землях проживали племена охотников, земледельцев и скотоводов. Остатки их поселений были выявлены на южной окраине Очкино и вдоль берегового песчаного склона между сёлами Боровичи и Очкино во время археологических экспедиций, которые проводились в 1924—1925 гг. под руководством постоянного сотрудника Всеукраинского археологического комитета В. Д. Юркевича и в 1945—1948 гг. — профессора Московского государственного университета М. В. Воеводского.
В 1947 году Деснинская экспедиция М. В. Воеводского открыла вблизи Очкино неолитическую стоянку — Мыс Очкинский, которая существовала на протяжении 500 лет, с начала ІІ тысячелетия до нашей эры до середины ІІ тысячелетия до нашей эры, и относилась к днепро-деснинской группе среднеднепровской культуры. На ней были найдены тонкостенный сосуд с геометрическим шнуровым орнаментом эпохи позднего неолита, мотыга и обломки зернотёрки и множество других орудий труда, охоты и рыбной ловли, которые свидетельствуют о том, что её древние обитатели занимались не только охотой и рыболовством, но и примитивным земледелием.
В домонгольскую эпоху вблизи Очкино находилось поселение северян. Об этом упоминал в своей работе «Северянская земля и северяне по городищам и могилам» известный русский археолог и историк права профессор Варшавского и Московского университетов Д. Я. Самоквасов: «На восточной границе северянской земли, с левой стороны речек Судости и Десны, тянулась незаселённая обширная полоса земли… Пограничными черниговскими поселениями с этой стороны были города, памятниками которых служат городища, сохранившиеся на берегу Десны у поселений Очкино, Пушкарей, Лесконог, Леньково, Комани и Новгород-Северского»255. Где именно находилось поселение северян у села Очкино точно неизвестно. Возможно, на месте так называемого Царского уборка, участка суши высотой около полутора метров и площадью около одного гектара, который находится в малодоступном заболоченном месте в 1,5 км от северной окраины села.
Точное время основания Очкино неизвестно. По мнению А. М. Лазаревского, оно было поселено не позже первой половины XVII века. Известный православный богослов и историк Филарет (Гумилевский) придерживался другой точки зрения и считал его поселением «по названию и по расположению на Десне дотатарским». Более правильной, по нашему мнению, представляется точка зрения Лазаревского.
Очкино было поселено в то время, когда Северские земли входили в состав Московского государства, предположительно с середины XVI до начала XVII века. Косвенно об этом свидетельствует название села, которое имеет российские корни и форму, характерную для топонимики России.
После заключения в декабре 1618 года Деулинского перемирия Очкино отошло к Речи Посполитой. На момент его передачи Польше, в конце июня — начале июля 1619 года, в нём числилось 2 подданных московского царя, которые платили дань в царскую казну в размере 1 пуда мёда в год и 2 злотых.
В 1633 году король Польши пожаловал Очкино старосте Новгорода-Северского Александру Пясочинскому. В его владении село находилось до его смерти, наступившей в декабре 1645 года, после чего перешло по наследству к его жене Эльжбете и сыну Яну, которые долго спорили между собой за обладание Северскими землями.
После освобождения Украины от поляков Очкино было включено в разряд «войсковых сёл» и находилось в ведомстве Новгород-Северской сотенной и ратушной старшины, которая «на собственные работы людей не употребляла».
В ноябре 1708 года Пётр І пожаловал четыре озера в Очкино, а 7 июля 1718 года «грунт к житию людскому удобный» новгородскому сотнику Лукьяну Ивановичу Жоравко, который поселил на пожалованных землях несколько дворов и владел ими до своей смерти, наступившей летом 1719 года. После его смерти все его очкинские владения унаследовала его жена Ирина Черкесовна Жоравко.
29 июня 1730 года гетман Даниил Апостол пожаловал Очкино генеральному обозному Якову Ефимовичу Лизогубу (1675 — 24.01.1749), внуку гетмана Петра Дорошенко. В его владении село находилось до 1745 года, после чего было причислено к ранговым владениям судей и пожаловано на ранг генеральному судье Малороссийского генерального суда Акиму Мануйловичу Горленко (XVII — до 1758), а после его смерти — генеральному судье Александру Павловичу Дублянскому (14.03.1713 — после 1781).
2 февраля 1784 года Екатерина II пожаловала Очкино в вечное и потомственное владение канцлеру Российской империи князю Александру Андреевичу Безбородко, в «воздаяние за его усердную службу и радетельные труды на пользу государства». В ходе передачи пожалованного имения во владение новому собственнику специальная комиссия отобрала у Ивана Тимофеевича Жоравко его владения в Очкино и передала их А. А. Безбородко.
Иван Тимофеевич с этим не согласился и подал жалобу Екатерине ІІ. Во время её рассмотрения, в 1787 году, А. А. Безбородко подарил Очкино одному из своих ближайших друзей — уроженцу Новгорода-Северского Осипу Степановичу Судиенко, служившему в Главном почтовых дел управлении в Санкт-Петербурге на должности первого члена.
Вскоре после получения Очкино в дар О. С. Судиенко построил в селе усадьбу, которую известный российский искусствовед, архитектор и художник Г. К. Лукомский считал одной из лучших среди возведённых в екатерининскую эпоху.
Усадьба была построена по проекту известного российского архитектора Николая Александровича Львова и состояла из двухэтажного дворца с двумя флигелями по бокам, оранжереи, корпуса служб, павильона-пристани и других построек. В усадьбе хранилась одна из известнейших частных коллекций живописи на Украине, которая включала в себя портрет О. С. Судиенко работы Д. Левицкого; портрет О. С. Судиенко работы известного портретиста В. Л. Боровиковского; портрет М. О. Судиенко работы немецкого художника К. Х. Фогель-фон-Фогельштейна; портрет князя Кантемира работы Д. Левицкого; автопортрет К. Брюллова2; несколько картин И. К. Айвазовского, Х. Д. Рауха и т. д.
14 августа 1797 года О. С. Судиенко вышел в отставку и переехал в Очкино. К тому времени И. Т. Жоравко умер, а его владения перешли по наследству к его единственной дочери Наталье Ивановне Покорской-Жоравко. Наталья Ивановна не признавала решение комиссии об отобрании у её отца очкинских владений, однако в установленном законом порядке его не обжаловала и пропустила установленный срок давности. В связи с этим третий департамент сената признал в 1804 году поданную её отцом жалобу необоснованной и принял решение отобрать принадлежавшие ему владения в Очкино. Указанное решение никто не обжаловал, и 14 августа 1806 года Александр І его утвердил.
Однако сын Натальи Ивановны — Иван Иванович Покорский-Жоравко с этим не согласился и обратился в суд. На протяжении нескольких лет он «обивал пороги» судебных инстанций и добился принятия решения в свою пользу.
К тому времени О. С. Судиенко умер, а его владения в Очкино перешли по наследству к его несовершеннолетнему сыну Михаилу, подопечному князя Виктора Павловича Кочубея, влиятельнейшего человека своего времени, бывшего незадолго перед тем министром внутренних дел России и членом её Государственного Совета.
Виктор Павлович не остался безучастным к судьбе своего подопечного и, воспользовавшись своим влиянием и связями, добился в Государственном Совете пересмотра дела Судиенко и принятия решения в его пользу.
8 сентября 1871 года М. О. Судиенко умер. После его смерти очкинские владения перешли по наследству к его младшему сыну — предводителю дворянства Новгород-Северского уезда Александру Михайловичу Судиенко (28.08.1832 — 12.04.1882), а после его смерти — к его сыновьям: депутату IV Государственной Думы Евгению Александровичу Судиенко (25.05.1870 — 1919) и его брату мировому судье 2-го участка Новгород-Северского судебного мирового округа Георгию Александровичу Судиенко (21.06.1872 — после 1930).
В пореформенное время большинство местных жителей занимались сельским хозяйством. Однако земли всем не хватало, и в конце XIX века несколько десятков очкинских семей переселились в Сибирь, на территорию нынешнего Чистоозерного района Новосибирской области, и основали там в 1900 году село с одноимённым названием.
Однако, несмотря на отток населения, жизнь очкинских крестьян не улучшилась. Они по-прежнему ощущали недостаток в пахотных землях и испытывали притеснения со стороны помещичьих управляющих, которые наказывали их за потравы посевов, отбирали их скот и принуждали к отработкам.
Своими незаконными действиями они вызвали недовольство среди очкинских крестьян, которое в конце 1905 года переросло в открытое противостояние с помещиками. Озлобленные местные жители начали самовольно вырубать леса Судиенко, забирать с лугов их сено, захватывать выращенный урожай и угрожать им расправой.
Опасаясь за свою жизнь, Евгений Александрович Судиенко 28 декабря 1905 года обратился за помощью в полицию и к предводителю дворянства Черниговской губернии В. Д. Голицыну, который доложил о случившемся Черниговскому губернатору и попросил его о помощи: «Положение в уезде очень опасное, везде грабежи лесов. Сегодня получил известие о начавшемся бунте в Очкино, грозят убить Судиенко. Войск недостаточно. Прошу немедленно выслать в помощь эскадрон, необходимо вытребовать из Киева, бороться иначе нельзя».
Черниговский губернатор просьбу Голицына удовлетворил и для подавления крестьянских выступлений в Очкино направил новгород-северских полицейских и взвод драгун, вооружённых винтовками и саблями. По прибытии в Очкино полицейские подавили выступления крестьян, отобрали у них награбленное имущество, наказали участников выступлений батогами, а организаторов арестовали и доставили в Новгород-Северский, где осудили к тюремному заключению на срок от одного до трёх лет.
Однако конфликты между очкинскими крестьянами и помещиками на этом не закончились. В начале сентября 1917 года жители Очкино
обвинили Е. А. Судиенко в незаконных арестах и убийствах крестьян, а 3 сентября 1917 года арестовали его и доставили в Хильчичское волостное правление. Однако оттуда его отпустили.
Возмутившись действиями властей, крестьяне пожаловались на помещика в Военно-революционный комитет Петрограда, который 11 ноября 1917 года послал на место телеграмму с требованием освободить крестьян на поруки и привлечь Судиенко к уголовной ответственности. Узнав об этом, Евгений Александрович собрал свои вещи и выехал из Очкино, а спустя какое-то время покинула село и его жена Мария Ксаверьевна Фосс.
После отъезда семьи Судиенко крестьяне проникли в их усадьбу и разграбили её: «картины, написанные знаменитыми художниками масляными красками, на полотнищах, были оборваны и использованы на портянки, огромная библиотека разобрана на курево, а усадьба частично сожжена». Та же участь постигла и винокуренный завод Судиенко, который находился в Александровском хуторе. В ночь на 25 декабря 1917 года местные крестьяне захватили хранившуюся на территории завода цистерну со спиртом, разграбили установленное в цехах оборудование, а со временем разобрали на кирпичи и производственные помещения.
С незапамятных времён в Очкино действовала православная церковь Успения Богоматери, в которой на момент образования Новгород-Северского наместничества служил 1 священник и 2 причетника. К началу 90-х годов XVIII века церковь обветшала, и в 1796 году Осип Степанович Судиенко построил на её месте новую кирпичную церковь.
Церковь находилась в центре села, на территории нынешнего Дома культуры, и представляла собой оригинальный храм с центральным полусферическим куполом и уникальной по композиции двойной колокольней, состоявшей из двух колоколен-близнецов, соединённых высоким порталом с классическим фронтоном и колоннами по бокам. Колокольни были украшены в нижнем ярусе рустовкой, а гладкие верхние ярусы завершались фронтонами, увенчанными высокими шпилями на полусферических куполах, выдержанных в том же стиле, что и купол основного объема храма. Существует предположение, что Успенская церковь была возведена по проекту известного российского архитектора Н. А. Львова. На это указывает стиль архитектуры церкви, который, по мнению научного сотрудника Научно-исследовательского института теории архитектуры и градостроения РААСН Андрея Викторовича Чекмарева, отвечает «духу палладианства Львова».
На колокольне церкви было установлено 11 колоколов, самый большой из которых весил 300 пудов и имел надпись: «Сделан колокол в с. Очкино — коштом тайного советника Иосифа Степановича Судиенко». Говорят, что его звон в тихую безветренную погоду был слышен даже в Новгороде-Северском.
В церкви хранилась одна из наиболее почитаемых икон Черниговской губернии — чудотворная икона Казанской Божьей Матери, которая была включена в «Перечень чудотворных и особо почитаемых икон Казанской Божьей Матери в церквах Черниговской губернии». Богослужения в церкви продолжались до середины 20-х годов прошлого века, после чего её закрыли, а в 1934 году разобрали на кирпичи и построили из них Дом культуры.
С 1768 года в Очкино функционировала церковно-приходская школа, в которой преподавал дьяк. Со временем её закрыли, а в октябре 1860 года открыли новую церковно-приходскую школу. В 1890 году (по другим данным в 1896 году) в Очкино была открыта Успенская церковь та земская школа (сельское начальное народное училище), в которой в 1896—1897 учебном году обучалось 38 мальчиков и 2 девочки.

## Экономика
- Лесничество.
- «Дубрава», ООО.
- Детский оздоровительный лагерь «Десна».